# Елизабет фон Ханау (Катценелнбоген)
Елизабет фон Ханау (на немски: Elisabeth von Hanau; * ок. 1330; † сл. 2 октомври 1396) е графиня от Ханау и чрез женитба графиня на Графство Катценелнбоген.

## Биография
Тя е на дъщеря на граф Улрих III фон Ханау († 1369/1370) и съпругата му графиня Аделхайд фон Насау († 1344), дъщеря на граф Герлах I фон Насау († 1361) и първата му съпруга Агнес фон Хесен († 1332).
Елизабет се сгодява на 22 юли 1355 г. и малко след това се омъжва за граф Вилхелм II фон Катценелнбоген (* 1315; † пр. 23 октомври 1385). Тя е втората му съпруга. Нейният баща му преписва през 1355 г. частта си от замък Таненберг (една шеста). Освен това той получава нейната зестра от 4000 пфунд хелер или 400 пфунд гюлте и половин село Шаафхайм в Ханау. Бракът е бездетен.